# Concierto de almas
Concierto de almas é uma telenovela mexicana, produzida pela Televisa e exibida em 1966 pelo Telesistema Mexicano.

## Elenco
- Marga López
- Germán Robles
- Juan Ferrara
- Erna Martha Bauman